# Список игровых кинофильмов СССР (1943)
Список завершённых советских игровых полнометражных и короткометражных фильмов 1943 года производства, снятых для коммерческого проката. В списке отсутствуют неигровые и мультипликационные кинофильмы, а также телефильмы и учебные фильмы, не выходившие в прокат.

## Список фильмов
Все фильмы звуковые, чёрно-белые, обычного формата, односерийные.
| Название (Альтернативное название)          | Киностудия                                       | Республика          | Частей | Метраж | Выход в прокат   | Режиссёр                                            | Жанр                                          | Примечание                                                                           |               |
| ------------------------------------------- | ------------------------------------------------ | ------------------- | ------ | ------ | ---------------- | --------------------------------------------------- | --------------------------------------------- | ------------------------------------------------------------------------------------ | ------------- |
| Белая роза                                  | ЦОКС                                             | Казахстан           | 5      | ?      | —                | Арон Ефим                                           | комедия, мелодрама, военный                   | Не был выпущен в прокат.                                                             | [ 1 ]         |
| Белорусские новеллы                         | ЦОКС                                             | Казахстан           | 5      | 1333   | 1942             | Корш-Саблин Владимир, Тарич Юрий                    | драма, военный                                | Киносборник, состоящий из новелл: «Пчёлка» и «На зов матери».                        | [ 2 ]         |
| Во имя Родины (Русские люди)                | ЦОКС                                             | Казахстан           | 10     | 2626   | 20 июля 1943     | Пудовкин Всеволод Васильев Дмитрий                  | драма, военный                                |                                                                                      | [ 3 ]         |
| Воздушный извозчик                          | ЦОКС                                             | Казахстан           | 8      | 2065   | 26 августа 1943  | Раппапорт Герберт                                   | комедия, военный                              |                                                                                      | [ 4 ]         |
| Георгий Саакадзе (2-я серия)                | Тбилисская киностудия                            | Грузия              | 10     | 2531   | 10 августа 1943  | Чиаурели Михаил                                     | биография, исторический                       |                                                                                      | [ 5 ]         |
| Давид Бек                                   | Ереванская киностудия                            | Армения             | 10     | 2475   | 14 февраля 1944  | Бек-Назарян Амбарцум                                | биография, исторический                       |                                                                                      | [ 6 ]         |
| Два бойца                                   | Ташкентская киностудия                           | Узбекистан          | 9      | 2133   | 6 октября 1943   | Луков Леонид                                        | драма, военный                                |                                                                                      | [ 7 ]         |
| Жди меня                                    | ЦОКС                                             | Казахстан           | 10     | 2479   | 22 ноября 1943   | Столпер Александр, Иванов Борис                     | драма, военный                                |                                                                                      | [ 8 ]         |
| Жена гвардейца                              | Ереванская киностудия                            | Армения             | 3      | 793    | 1943             | Бархударян Патвакан                                 | драма, военный                                |                                                                                      | [ 9 ]         |
| Киноконцерт к 25-летию Красной Армии        | Мосфильм                                         | Россия              | 9      | 1771   | 22 февраля 1943  | Герасимов Сергей, Дзиган Ефим, Калатозов Михаил     | фильм-концерт                                 |                                                                                      | [ 9 ]         |
| Кутузов                                     | Мосфильм                                         | Россия              | 13     | 3100   | 13 февраля 1944  | Петров Владимир                                     | биография, исторический                       |                                                                                      | [ 10 ]        |
| Лермонтов                                   | Союздетфильм (на базе Сталинабадской киностудии) | Таджикистан         | 9      | 2274   | 6 июля 1943      | Гендельштейн Альберт                                | биография                                     |                                                                                      | [ 11 ]        |
| Март — апрель                               | Союздетфильм (на базе Сталинабадской киностудии) | Таджикистан         | 7      | 1628   | 12 апреля 1944   | Пронин Василий                                      | драма, военный                                |                                                                                      | [ 12 ]        |
| Мы с Урала                                  | Союздетфильм (на базе Сталинабадской киностудии) | Таджикистан         | 9      | 2067   | 1944             | Кулешов Лев, Хохлова Александра                     | драма, военный                                | Был снят с экрана вскоре после выпуска.                                              | [ 13 ] [ 14 ] |
| Насреддин в Бухаре (Ходжа Насреддин)        | Ташкентская киностудия                           | Узбекистан          | 10     | 2399   | 2 августа 1943   | Протазанов Яков                                     | комедия                                       |                                                                                      | [ 15 ]        |
| Наши девушки (Боевой киносборник)           | ЦОКС                                             | Казахстан           | 7      | 1947   | —                | Роом Абрам, Козинцев Григорий                       | драма, военный                                | Киносборник, состоящий из новелл: «Тоня» и «Однажды ночью». Не был выпущен в прокат. | [ 16 ]        |
| Новые похождения Швейка (Солдатская сказка) | Союздетфильм (на базе Сталинабадской киностудии) | Таджикистан         | 8      | 1970   | 22 ноября 1943   | Юткевич Сергей                                      | комедия, военный                              |                                                                                      | [ 17 ]        |
| Одна семья                                  | Бакинская киностудия                             | Азербайджан         | 10     | 2524   | —                | Александров Григорий, Микайлов Микаил, Тахмасиб Рза | драма, военный                                | Киносборник из трёх новелл. Не был выпущен в прокат.                                 | [ 18 ]        |
| Он ещё вернётся                             | Тбилисская киностудия                            | Грузия              | 6      | 1638   | —                | Шенгелая Николай, Антадзе Додо                      | драма, военный                                | Не был выпущен в прокат.                                                             | [ 19 ]        |
| Она защищает Родину                         | ЦОКС                                             | Казахстан           | 10     | 2189   | 20 мая 1943      | Эрмлер Фридрих                                      | драма, военный                                |                                                                                      | [ 20 ]        |
| Под звуки домбр (Казахский киноконцерт)     | ЦОКС                                             | Казахстан           | 6      | 1479   | 4 марта 1944     | Минкин Адольф, Тимошенко Семён                      | фильм-концерт                                 |                                                                                      | [ 20 ]        |
| Подарок Родины                              | Ташкентская киностудия                           | Узбекистан          | 5      | 1368   | 1943             | Ярматов Камиль                                      | фильм-концерт, военный                        |                                                                                      | [ 21 ]        |
| Подводная лодка Т-9                         | Бакинская киностудия                             | Азербайджан         | 8      | 1965   | 22 сентября 1943 | Иванов Александр                                    | драма, приключения, военный                   |                                                                                      | [ 22 ]        |
| Пропавший без вести (Родные берега)         | Ташкентская киностудия                           | Узбекистан          | 4      | ?      | —                | Браун Владимир                                      | драма, военный                                | Не был выпущен в прокат.                                                             | [ 23 ]        |
| Радуга                                      | Киевская киностудия                              | Украина             | 11     | 2634,8 | 24 января 1944   | Донской Марк                                        | драма, военный                                |                                                                                      | [ 24 ]        |
| Таджикский киноконцерт                      | Сталинабадская киностудия, Союздетфильм          | Таджикистан, Россия | 5      | 1084   | 1944             | Минц Клементий                                      | фильм-концерт                                 |                                                                                      | [ 24 ]        |
| Три гвардейца (Родные берега)               | Ташкентская киностудия                           | Узбекистан          | 3      | 800    | 1943             | Браун Владимир, Садкович Николай                    | драма, военный                                |                                                                                      | [ 25 ]        |
| Фронт                                       | ЦОКС                                             | Казахстан           | 13     | 3195   | 27 декабря 1943  | Васильев Георгий, Васильев Сергей                   | драма, военный                                |                                                                                      | [ 25 ]        |
| Юный Фриц                                   | ЦОКС                                             | Казахстан           | 3      | ?      | —                | Козинцев Григорий, Трауберг Леонид                  | сатирический скетч, экранизация стихотворения | Не был выпущен в прокат.                                                             | [ 26 ]        |

### Комментарии
1. ↑  В аннотированном каталоге «Советские художественные фильмы» указан 1942 год производства, но в титрах фильма — 1943.
2. ↑  Режиссёр новелл «Пчёлка» и «На зов матери».
3. ↑  Режиссёр новеллы «На зов матери».
4. ↑  Режиссёр новеллы «Тоня».
5. ↑  Режиссёр новеллы «Однажды ночью».